# Поґонув (Мазовецьке воєводство)
Поґонув (пол. Pogonów) — село в Польщі, у гміні Збучин Седлецького повіту Мазовецького воєводства.
Населення — 157 осіб (2011).
У 1975—1998 роках село належало до Седлецького воєводства.

## Демографія
Демографічна структура станом на 31 березня 2011 року:
|          | Загалом | Допрацездатний вік | Працездатний вік | Постпрацездатний вік |
| -------- | ------- | ------------------ | ---------------- | -------------------- |
| Чоловіки | 80      | 16                 | 54               | 10                   |
| Жінки    | 77      | 17                 | 49               | 11                   |
| Разом    | 157     | 33                 | 103              | 21                   |